# Estación de Fontana
Fontana es una estación de la línea 3 del Metro de Barcelona situada debajo de la calle Mayor de Gracia en el distrito de Gracia de Barcelona.
La estación se inauguró en 1925 como parte del Gran Metro de Barcelona, aunque está en el primer tramo de metro que se abrió en Barcelona, la estación se abrió unos meses después de la inauguración del metro. Posteriormente en 1982 con la reorganización de los números de líneas y cambios de nombre de estaciones pasó a ser una estación de la línea 3.
| << cabecera        | < estación | línea | estación > | cabecera >>   |
| ------------------ | ---------- | ----- | ---------- | ------------- |
| Metro              |            |       |            |               |
| Zona Universitària | Diagonal   |       | Lesseps    | Trinitat Nova |

- Datos: Q535545
- Multimedia: Fontana metrostation / Q535545